# Ursmer Berlière
Ursmer Berlière (Charleroi, 9 marzo 1861 – Abbazia di Maredsous, 27 agosto 1932) è stato un teologo belga, monaco benedettino e storico del cristianesimo.

## Biografia
Nato a Gosselies, oggi parte di Charleroi, divenne bibliotecario dell'Abbazia di Maredsous, dove nel 1881 vestì l'abito benedettino e l'anno seguente professò i voti dell'ordine. Dal 1883 al 1885, studiò teologia e tedesco presso l'Abbazia di Seckau e il 18 settembre 1886 ricevette l'ordinazione sacerdotale.
Dal 1912 al 1914, ricoprì l'incarico di conservatore della Biblioteca reale del Belgio, mentre dal 1902 al 1906 e di nuovo dal 1922 al 1930 fu direttore dell'Istituto storico belga a Roma, di cui era stato uno dei membri fondatori.
Nel 1919, fu eletto membro dell'Accademia reale di scienze, lettere e belle arti del Belgio.
Nel 1931, fu pubblicato in suo onore il testo Hommage à dom Berlière.
Si spense il 27 agosto 1932 presso l'Abbazia di Maredsous, all'età di settantuno anni.

## Attività
Ursmers è ricordato soprattutto per il Monasticon Belge. Si tratta di un'opera pubblicata dal 1801 al 1993 (postuma) in 23 volumi, importante fonte storica per la prosopografia degli ordini monastici in Belgio al tempo dell'Ancien Régime.
Sulla base di documenti rinvenuti nell'Archivio apostolico vaticano, nel 1904 Berlière appurò che la persona citata dal Petrarca con il soprannome onorifico di "Socrate" doveva essere identificata con Ludwig van Kempen, detto il Santo, vescovo di Liegi. Socrate e Lelio sono ricordati nel Triumphum cupidinis (Trionfo d'amore) di Francesco Petrarca.
Nella mole di opere pubblicate, non mancò lo scritto Recherches historiques sur la ville de Gosselies, un testo dedicato alla sua città natale con la quale mantenne un legame mai venuto meno.

## Opere
- Inventaire des obituaires belges (collégiales et maisons religieuses). Brüssel 1899, OCLC 12824203.
- Inventaire analytique des libri obligationum et solutionum des Archives Vaticanes au point de vue des anciens diocèses de Cambrai, Liège, Thérouanne et Tournai. Rom 1904.
- Les évêques auxiliaires de Cambrai et de Tournai. Brügge 1905.
- L'ordre monastique des origines au XIIe siècle. Lille 1924
- Monasticon belge
  - Ursmer Berlière, Monasticon belge, vol. 1 : Provinces de Namur et de Hainaut, Maredsous, Abbaye de Maredsous, 1890-1897, VIII-575 pp.
  - Ursmer Berlière, Monasticon belge, vol. 2 : Province de Liège, Maredsous, Abbaye de Maredsous, 1928-1929, 236 pp.